# Europa philharmonie
L'Europe la philharmonie / Europa Philharmonie est un orchestre symphonique européen dont les membres sont des musiciens des pays de toute l'Union européenne ainsi que des musiciens de tout le monde et qui ont trouvé demeure en Europe. L'orchestre a son siège dans le Land de Bade-Wurtemberg, en Allemagne. L'orchestre est supporté par l'association de amis de l'Europa Philharmonie. Son fondateur et chef d'orchestre est Reinhard Seehafer. Le conseil artistique consultatif de l'orchestre se compose de membres  de l'ensemble travaillant bénévolement comme ambassadeurs de leur pays avec leur expérience nationale spécifique.

## Histoire
L'idée d'un orchestre européen est venue au directeur Prof. Wolf-Dieter Ludwig et au chef d'orchestre Reinhard Seehafer après la suppression des frontières en Europe; idée soutenue plus tard sous le nom d'Europa Philharmonie au travers de la collaboration avec le directeur Ferry Tomaszyk et des apparitions internationales en tant qu'ambassadeur de la République fédérale d'Allemagne.
L'orchestre a fait ses débuts en 1996 avec la couverture Live de 3sat de interprétations de la symphonie Résurrection de Gustav Mahler, notamment en l'église St. Peters de Görlitz sous la direction de son chef principal Reinhard Seehafer. Avec la collaboration de la fondation Kreisau/Krzyzowa. 
De 1998 à 2007, l'orchestre était basé au château de Hundisburg en Saxe-Anhalt, le plus important château baroque de l'Allemagne du Nord.
L'importance de l'Europa Philharmonie pour une Europe unie et tolérante s'est reflétée aussi dans le patronage des présidents des républiques allemande et polonaise, du président du Bundestag allemand ainsi que dans le travail du conseil d'administration de "l'Europe indivisible" ou celui de personnalités comme par exemple Kurt Masur, la défunte Lea Rabin, les anciens ministres des Affaires étrangères Hans-Dietrich Genscher et Prof. Dr Dieter Stolte. La confession de ces personnalités est en même temps une expression de l'unicité de l'Europa Philharmonie qui, aujourd'hui, est résidente du Land Bade-Wurtemberg.

## Activité internationale
- En l'honneur du trentième anniversaire des relations diplomatiques entre la République fédérale d'Allemagne et la République populaire de Chine en 2002, l'Europa Philharmonie a donné des représentations à Shanghai, Pékin et cinq autres villes de Chine.
- En 2004, l'orchestre a été le premier orchestre symphonique de musique classique à jouer à Sana'a, capitale du Yémen, lors de l'ouverture du concert Sanaa – capitale culturelle du monde arabe. auquel a assisté le président de l'Allemagne Wolfgang Thierse et le Ministre de la Culture et du Tourisme du Yémen Khalid Al-Rewaishan. En plus des invités, un public de quelque 5 000 personnes ont pu assister à ce concert spectaculaire. Le concert était retransmis dans tout le monde arabe. Cette tournée a amené l'orchestre à Abou Dabi, Ajman et Oman ou l'orchestre a joué le concert traditionnel du nouvel an.
- Concert de gala, Bienvenue en Europe en 2004, en direct télévisuel, dans la capitale de Chypre, Nicosie, en l'honneur de l'entrée de Chypre dans l'UE.
- En 2005, L'orchestre a entrepris une tournée de concerts en tant qu'ambassadeur de la République Fédérale d'Allemagne, en l'honneur du soixantième anniversaire de la fin de la seconde guerre mondiale. De Céphalonie à Athènes et la Crète. Lieux où des massacres ont été perpétrés et sont représentatifs des autres villes victimes de Grèce.
- Gala de Noël en 2005 à Antalya en Turquie, où l'orchestre a été récompensé par un prix pour sa compréhension inter-culturelle.

## Projets Actuels
- Éducation et Musique sous le patronage de Prof. Dr Claus Hipp
- L'Europe a besoin des jeunes pour les étudiants des écoles allemandes, suisses et françaises
- Continuité culturelle pour les générations futures avec pour projet d'agir pour la protection de l'environnement et lutter contre les changements climatiques.